# Рокледж (Пенсильвания)
Рокледж (англ. Rockledge) — боро в округе Монтгомери, штат Пенсильвания (США). Население в 2010 году составляло 2543 человека. Город окружён тауншипом Абингтон и Филадельфией.

## География
По данным Бюро переписи населения США, боро имеет общую площадь 0,78 км².

## Демография
По данным переписи 2010 года, в боро было 95,8% белых, 0,4% афроамериканцев, 1,2% азиатов и 2,0% представителей двух или более рас. 2,0% населения имели испаноязычное или латиноамериканское происхождение.

## Политика
Власть в городе принадлежит правительству боро-менеджера, куда входят мэр и совет боро из семи человек.
- Мэр: Гарольд Прэдигер (англ. Harold Praediger)[5]
- Боро-менеджер: Грейс Метцингер (англ. Grace Metzinger)[5]

Боро входит в состав 4-го Пенсильванского избирательного округа Конгресса (депутат Палаты представителей Мэдлин Дин), 162-го избирательного округа Капитолия (депутат Палаты представителей Кевин Дж. Бойл) и 4-го избирательного округа Сената (сенатор Арт Хэйвуд).
| Год  | Республиканцы | Демократы |
| ---- | ------------- | --------- |
| 2016 | 46,0% 646     | 48,8% 686 |
| 2012 | 48,0% 661     | 50,6% 696 |
| 2008 | 48,5% 706     | 50,5% 735 |
| 2004 | 47,3% 658     | 52,3% 728 |
| 2000 | 49,1% 601     | 47,0% 575 |

## Известные люди
- Хэмптон Сидней Томас[англ.], майор 1-го Пенсильванского кавалерийского полка[англ.] Армии Союза, награждён Медалью Почёта, похоронен в Рокледже[7]